# Diplomáciai védelem
A diplomáciai védelem a nemzetközi jog felelősség fogalomkörébe tartozó védelem. A diplomáciai védelem nyújtása saját állampolgárnak egy másik állam által jogsértő cselekedettel okozott sérelemért az állam saját jogán foganatosított diplomáciai lépéséből vagy a nemzetközi felelősség érvényesítése más eszközének  alkalmazásából áll. Saját állampolgárnak csak akkor nyújtható diplomácia védelem, ha az illető állampolgársága mind a jogsérelem idején, mint a védelem nyújtásakor fennáll. Fontos feltétel továbbá, hogy csak annak az állampolgárnak nyújtható diplomáciai védelem, aki a helyi jogorvoslati lehetőségeket már ezt megelőzően kimerítette.